# 낭만논객
《낭만논객》(浪漫論客)은 대한민국의 TV조선에서 방송된 교양 프로그램이다. 정치, 경제, 사회, 문화를 총망라! 동서고금을 막론한 시대적 문제, 평생에 걸친 궁금함을 풀어보는 토크쇼 프로그램이다. 정식명칭은 낭만과 논리가 있는 토크쇼이다

## 방영 시간
| 날짜                              | 회차        | 시간                 |
| 2014년 1월 23일 ~ 2015년 5월 28일 | 1회~ 66회   | 목요일 밤 8시 30분   |
| 2015년 6월 7일 ~ 2016년 2월 7일   | 67회~ 100회 | 일요일 오전 7시 20분 |